# Râul Sărmaș, Mureș
Râul Sărmaș este un curs de apă, afluent al râului Mureș. 